# Riudellots de la Selva
Riudellots de la Selva és un municipi de la comarca de la Selva que forma part de l'àrea urbana de Girona. Té 13,38 km² d'extensió, ocupa el fons d'una cubeta drenada del riu Onyar, al sector nord de la plana de la Selva i a uns 100 metres d'altura respecte al mar.
Limita amb Vilobí d’Onyar (W), Caldes de Malavella (S) i amb els municipis gironins de Campllong i Sant Andreu Salou (E) i d’Aiguaviva i de Fornells de la Selva (N).

## Geografia
Per Riudellots hi passa l'autopista AP-7, la carretera N-II i la carretera GE-672. S'hi troba l'estació de Riudellots, operada per Adif, a la línia entre Barcelona i Girona, i es troba a prop de l'Aeroport de Girona.
Es troba a la conca mitjana de l’Onyar, envoltat de camps de conreu i pel polígon industrial, un dels més grans de la província de Girona. El territori és en part pla, dedicat al conreu, i en part ondulat, on hi ha boscos de pins, roures i algun alzinar.
- Llista de topònims de Riudellots de la Selva (Orografia: muntanyes, serres, collades, indrets..; hidrografia: rius, fonts...; edificis: cases, masies, esglésies, etc).

## Història[2]
El lloc apareix documentat el 887 en un acte de donació que el bisbe Teuter signà el 24 de novembre d’aquell any, pel qual donava a Santa Maria de Girona i a Sant Feliu diverses esglésies, entre les quals la basilicam de Riuo de Luto. N’hi ha d'altres notícies a la segona meitat del segle XI, el 1064, amb ocasió del testament que feu el cabiscol de la seu de Girona, en el qual llegava al seu protegit Joan quinze masos i llurs pertinences que eren a Sant Esteve de Rivo de Luto. El 1242, el nom del poble pren la forma de Rivolutorum.
El lloc de Riudellots pertangué a la família Vilademany fins al segle XIII, en què passà a la Pia Almoina de la seu de Girona, que detingué tota la jurisdicció; a la fi del segle XVII havia esdevingut lloc reial.
El 1430, el poble de Riudellots de la Selva fou traslladat (abans era més al sud) al lloc que ara ocupa, a l’esquerra de l'Onyar, a 98 m d’altitud, a causa de les freqüents inundacions que es produïen per la proximitat de l'Onyar i de les rieres d’Escarric i Riudevila. L’església parroquial de Sant Esteve, feta de carreus, és d’estil gòtic tardà i data de la segona meitat del segle XVI (1565).
La població augmentà els segles XVIII i XIX fins ben entrada la segona meitat del segle XX. A partir del 1970, amb 1.017 habitants, la població experimentà una tendència positiva i constant, gràcies en gran manera al procés d’industrialització.
L’agricultura, ocupació tradicional del terme i actualment en recessió, perdé durant les últimes dècades del segle XX gran quantitat d’actius a causa de l’embranzida industrial. En l’actualitat, però, els serveis són el principal sector d’activitat. El territori aprofita les aigües de l'Onyar i de nombrosos recs i séquies que en són afluents per al regadiu, localitzat al sector més oriental i dedicat a hortalisses, farratge i fruiters. Al secà hom conrea cereals (blat, blat de moro i ordi) i farratge. Té importància la cria de bestiar porcí i boví.
El polígon industrial de Girona, creat al final de la dècada de 1970, aplega empreses de maquinària industrial, de bugaderia i alimentàries, entre d'altres. El sector industrial disposa, a més, d’empreses d’una certa importància en el ram alimentari, de la metal·lúrgia i de l’esmaltat i construcció de conductes aïllants, situades fora del polígon.
Gràcies a la proximitat de Girona, els darrers anys Riudellots ha esdevingut lloc d’estiueig i de segona residència i s’hi han creat un bon nombre d’urbanitzacions residencials, així com un hotel d’alta categoria.
Les festes més importants són la festa major de Sant Miquel, al 29 de setembre i Sant Esteve, copatró, el 26 de desembre. El poble celebra mercat setmanal el dilluns. El 2002 s’inaugurà un centre d’acollida de primats, la Fundació Mona.

## Medi natural

### Fauna
La fauna ha anat variant per dues raons importants: el canvi climàtic i l'activitat humana. Hi ha espècies animals que han desaparegut i d'altres que han vist minvar la seva població, com és el cas de la fauna aquàtica. En l'actualitat, a les rieres hi podem trobar peixos com els barbs, les carpes, les tenques, les anguiles, el cranc de riu americà o les bagres (a Riudellots anomenades llises). En els boscos hi trobem espècies de caça com la perdiu, el faisà o el conill. En les darreres dècades ha augmentat la població de gavines i gavians, estornells i esplugabous, en detriment d'altres espècies d'ocells.

### Flora
La vegetació, influenciada pel clima mediterrani i per l'activitat humana, està formada per rouredes, alzinars, boscos mixtos, prats i la vegetació de ribera. La majoria de rouredes han desaparegut en ser reconvertides en terres de conreu i en l'actualitat predominen els boscos mixtos. A les ribes dels rius i rieres hi creixen algunes restes de vegetació humida: jonqueres i balques, així com el freixe.

### Els rius de Riudellots
Riudellots és un poble de rius i rieres, originàriament però, les aigües (empantanades, estancades o en forma de nombrosos braços de riu) ocupaven mansament una extensa zona d'inundació. Amb la intenció de guanyar terres de conreu, els agricultors van construir motes i van dessecar llacunes i aiguamoixos fins a canalitzar les aigües per on passen avui.
L'Onyar és el riu més important de Riudellots, entra seguint una direcció oest-est i gira, un cop superat el nucli urbà, en direcció sud-nord, cap a Fornells de la Selva; aleshores rep per l'esquerra les aigües de la riera Riudevilla (procedent de les Fonts de Salitja) i del seu afluent, el Cric. Un xic més avall s'hi afegeix la riera de la Torre, procedent d'Aiguaviva.
A l'entorn de Riudellots, a més, l'Onyar s'adjunta amb la majoria dels seus afluents i subafluents principals: el Gotarra, el Benaula, el Riudevilla, etc.

#### Les inundacions
D'inundacions a Riudellots n'hi ha hagut sempre, remuntant-se els testimonis escrits més antics fins a l'època medieval. El 1322 el monestir de Sant Daniel va adquirir un camp on s'hi hauria de traslladar la casa del mas Ferrer, el qual havia estat destruïda per l'Onyar. Un segle més tard, l'any 1411, el paborde de l'Almoina va viatjar als pobles de Riudellots, Vilobí i Sant Dalmai per veure els estralls provocats per les aigües i pel trencament de les motes.
Els freqüents aiguats van ser el motiu del trasllat del poble i de l'església de Riudellots l'any 1430. Malgrat tot els anys 1688 i 1709 les aigües varen arribar fins a 5 pams d'alçada a l'interior de l'església i van malmetre gran part de les robes i dels altars. I, com va escriure, Joan Calderó, el 16 d'octubre de 1763 les pluges van fer sortir de mare les rieres fins al punt que el pla des de Riudellots fins a la ferreria de Campllong va quedar convertit en un estany.
Al segle xix van continuar les inundacions: el gener de 1849 es van trencar les motes properes al camí ral de Barcelona. El 1884 l'Onyar es va desbordar i les aigües van arribar a 1,6 dins l'església i a 2,5 al carrer més baix del poble; set cases van quedar destruïdes, moltes d'altres perjudicades i els sembrats, anorreats. Segons els veïns, la causa va ser l'embassament de les aigües pel terraplè del tren, a 500 metres aproximadament a l'est del poble de Riudellots, ja que els ponts de l'Onyar, del Riudevilla i de l'Agulla no deixaven passar tota l'aigua que hi arribava.

## Patrimoni rural i cultural

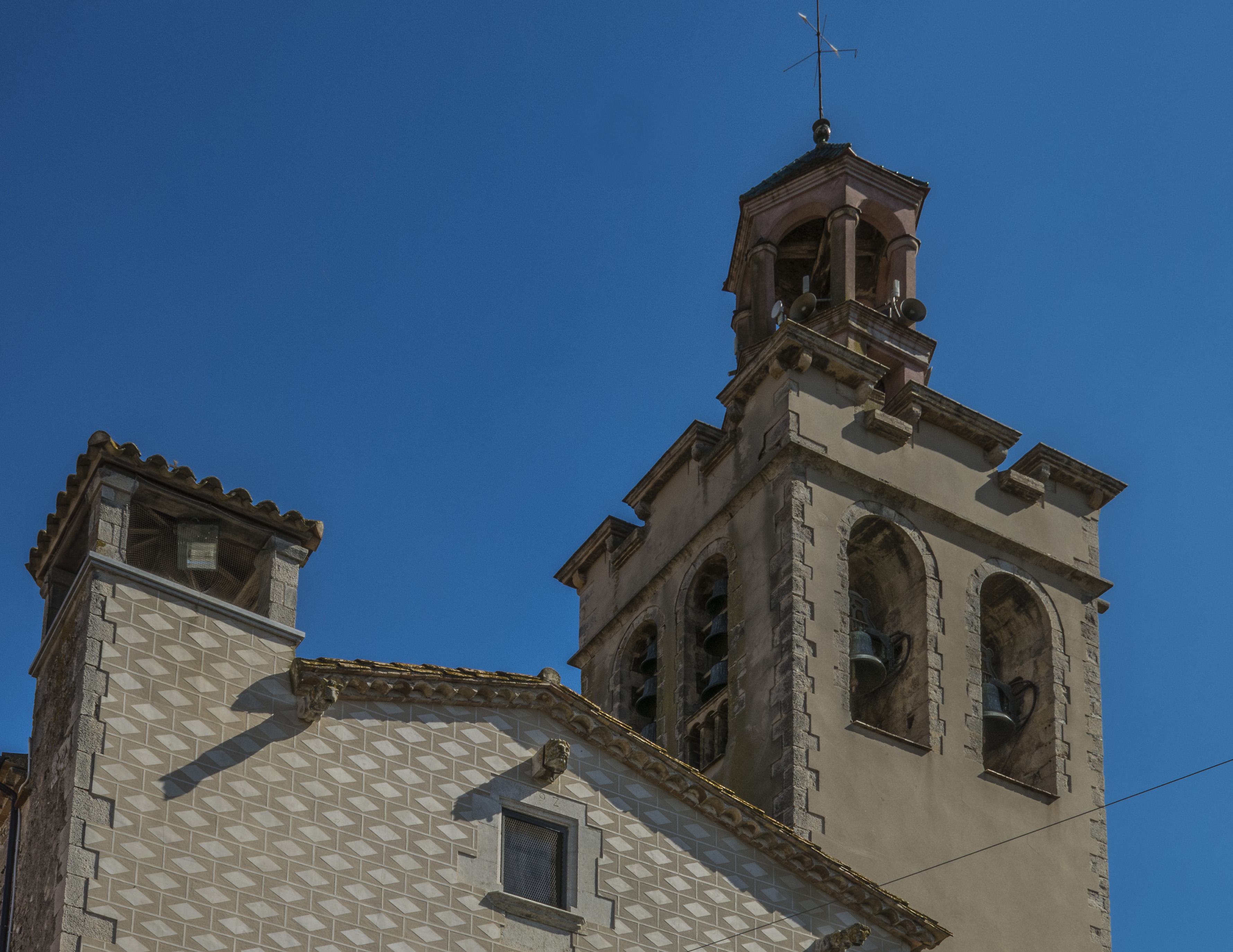
Sant Esteve

### Parròquia
La parròquia de Riudellots al segle xviii era una institució realment complexa i estava ben lluny de quedar subordinada a les decisions d'un únic rector. Dos clergues compartien les responsabilitats pastorals: el domer i el sagristà curat desenvolupaven alternativament, per setmanes, les feines pròpies del rector. A diferència dels seus antecessors medievals, els domerts i sagristans curats del segle xviii no practicaven l'absentisme i eren molt zelosos en el compliment dels seus deures.
Josep Ciurana va entrar com a sagristà cura el 1688; Domènec Rovirola ho va ser els primers anys del segle xviii, fins que el 1728 el va substituir Joan Calderó; i Josep Masgrau va ser domer durant els anys 1735-1770.

### Senyors i pagesos
Als segles XII, XIII i XIV la majoria de la població de Riudellots estava establerta en masos. Ho sabem a través dels nombrosos textos que han conservat els arxius de les diverses institucions eclesiàstiques que posseïen drets i béns a Riudellots, i sobretot gràcies a uns documents anomenats capbreus: recull de confessions que feia cada pagès de les terres que tenia en nom d'un senyor determinat i dels pagaments que li havia de donar.
L'any 1256 el tresorer de la seu de Girona, Guillem Gaufred va comprar a Arnau de Vilademany tot el domini que aquest posseïa a Riudellots, vuit masos i tres bordes o petits masos; amb la mort del tresorer el 1291, el domini va passar a mans de l'Almoina del Pa de la seu de Girona, que es va convertir en un dels principals senyors del terme de Riudellots. Altres senyors amb drets eren els monestirs de Sant Pere de Galligants, el de Sant Daniel i el de Sant Martí S'acosta.
L'economia en aquesta època estava volcada completament en l'agricultura, trobant-se les peces de terra dedicades als cereals (forment i ordi, sobretot) a qualsevol indret del terme. L'any 1196 es conreava també sègol, llegums, faves, mill, lli i cànem. A més es desenvolupaven activitats complementàries de l'agricultura: d'una banda, els molins per moldre gra (molí de Pastell, molí d'en Gombau) i, de l'altra, la ferreria per confeccionar i reparar les eines.

### Cases de pagès

#### Can Calderó Vell
Casa pairal de la família Calderó, ciutadans honrats des de principis del segle xviii, i una de les famílies hisendades de Riudellots. La masia, construïda als segles XV-XVI, és un edifici allargassat de deus plantes i vessant a façana, amb porta principal adovellada de mig punt i finestra central gòtica d'arc conopial florejada i amb les impostes amb relleus. A l'interior hi ha la capella de la Mare de Déu del Roser. Des de l'exterior es pot observar el campanar de la capella.

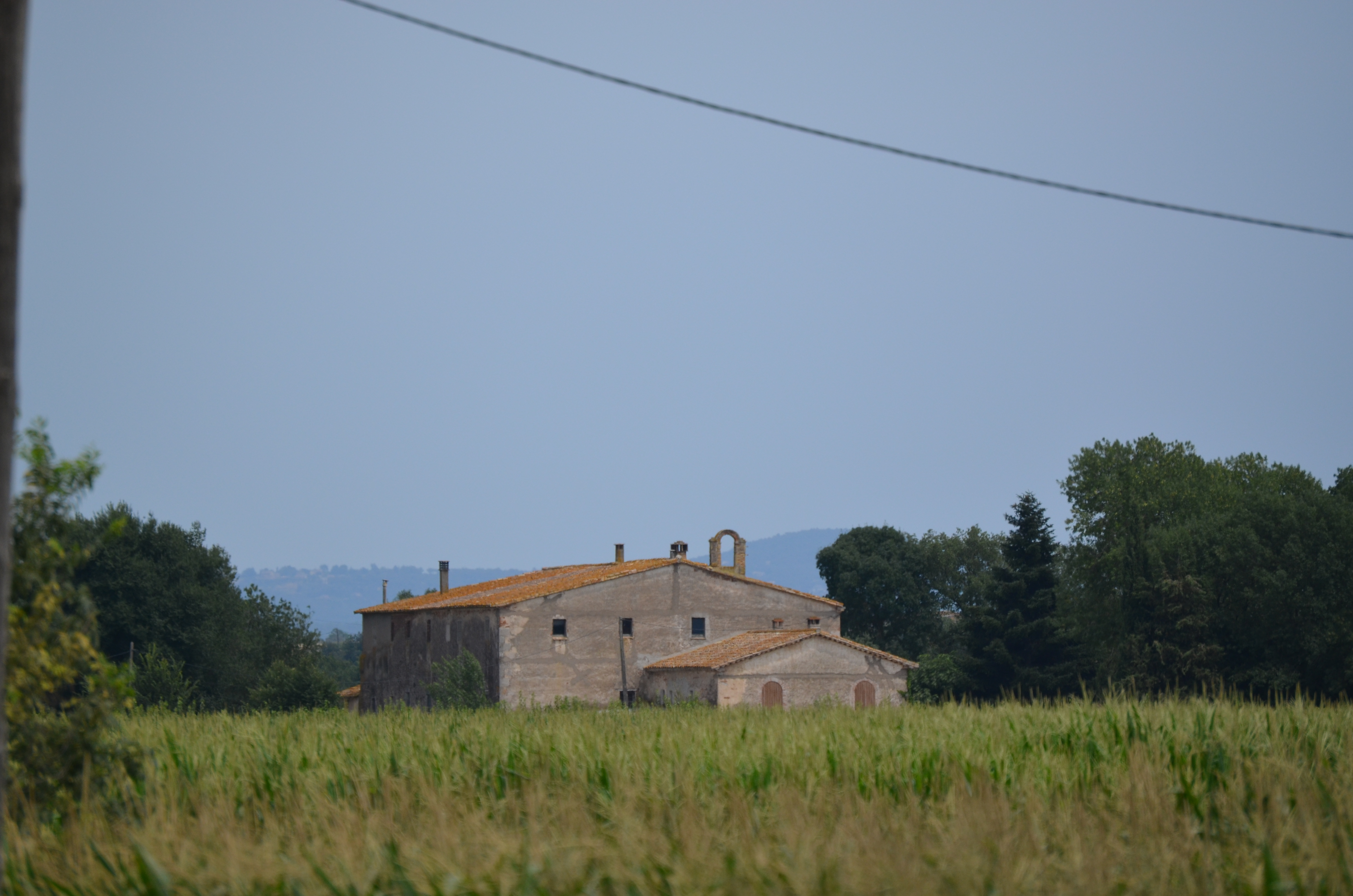
Can Calderó Vell

#### Can Calderó Nou
Masia de nova planta construïda al segle xix amb un marcat caràcter senyorial. De planta quadrada, consta de planta baixa i dos pisos, caracterintzant-se per una composició ordenada. La porta principal és d'arc rebaixat i grans finestrals amb balconades tant a la primera com a la segon planta. A les dues façanes laterals, la galeria superior està formada per arcs de mig punt.

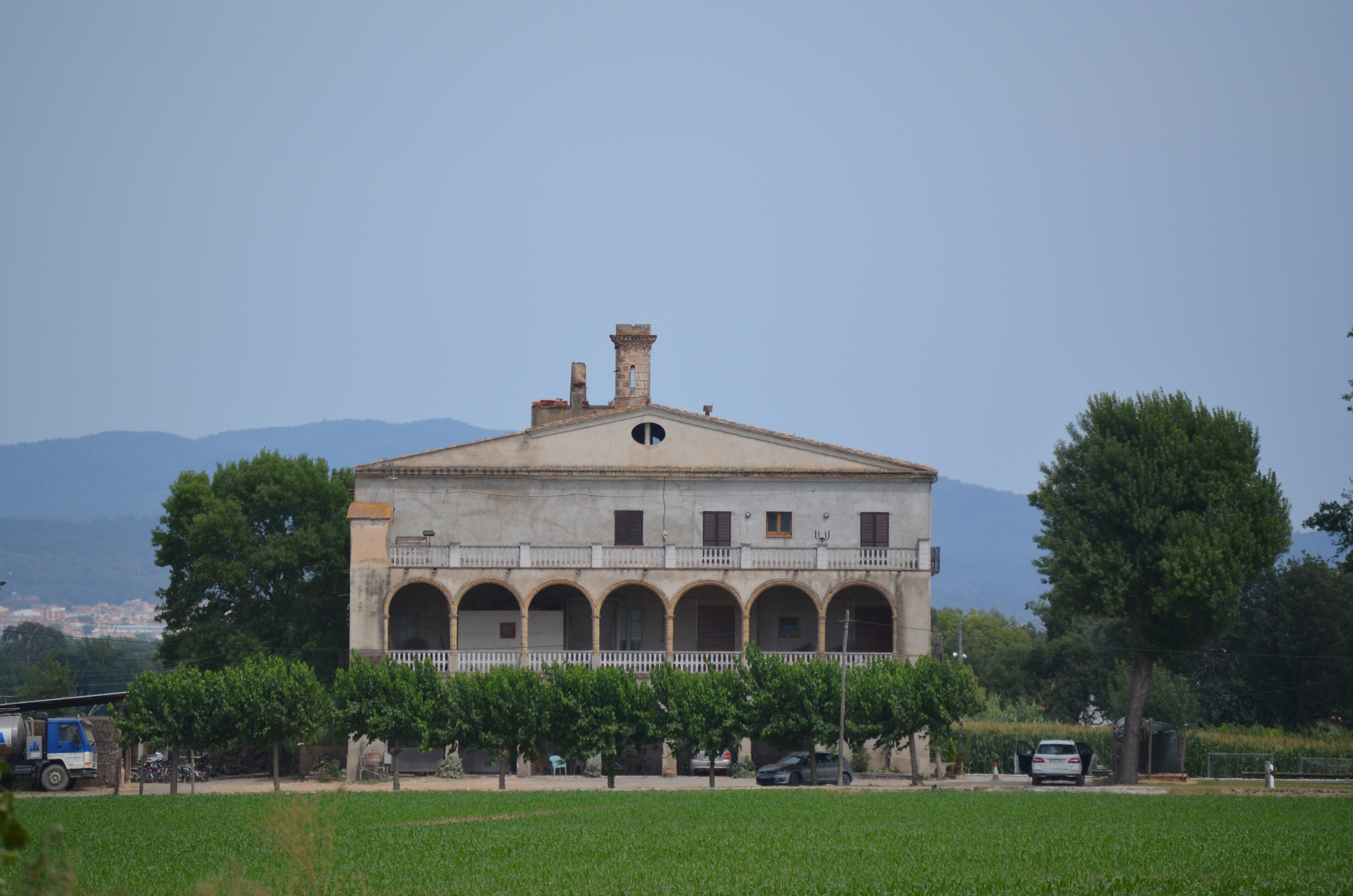
Can Calderó Nou

#### Can Ciurana
Masia pairal de la família Ciurana, una de les famílies hisendades de Riudellots i que varen ser nomenats cavallers a la segona meitat del segle xvii. La masia és testimoni del ressorgiment econòmic del camp català al segle xvi. La casa és de dues plantes i golfes i vessants a laterals. La porta principal és adovellada de mig punt; les finestres de façana són amb guardapols i les de les parets laterals amb impostes. La finestra central és gòtica amb arc conopial lobulada, impostes decorades i guardapos.

#### Can Masgrau
Masia fortificada, construïda al segle xvi, de dues plantes amb vessants a lateral i cornisa catalana. A la part dreta, adossada a la masia, hi ha una torre de defensa de planta quadrada amb cinc plantes, amb obertures quadrangulars i espitlleres de defensa. La porta de la masia és adovellada de mig punt i les finestres són d'arc conopial.

#### Can Ros
Masia pairal de la família Ros-Rovirola. Es tracta d'una masia fortificada construïda al segle xvii i que s'ha anat reformant al llarg dels segles XIX i XX. L'edifici té tres plantes, vessants a laterals i cornissa catalana. La porta és adovellada de mig punt i les finestres són quadrangulars amb llinda monolítica. Les finestres centrals de les dues plantes superiors tenen balcó. L'edifici ha estat reformat diverses vegades, segons es desprèn de la fesomia de la part posterior, amb finestres amb arcs de descàrrega de rajol del segle xix. A l'esquerra té una torre de defensa de tres plantes, molt restaurada als segles XIX i XX.

#### L'Hostal Nou
Antic Hospital situat al peu del Camí Ral. Tot i que els orígens són anteriors, bona part de l'estructura actual és dels segles xvi i xvii. És una casa de dues plantes i vessant a la façana, amb obertures rectangulars de llinda monolítica, excepte la porta, que presenta una biga de fusta. Dins, hi ha un pati interior que encara conserva els abeuradors per als cavalls i, al voltant, les cavallerisses. A l'extrem meridional de la casa hi ha la capella de la Mare de Déu del Remei, construïda el 1420 per ordre del mercader Jaume Provençal. La capella és de porta adovellada de mig punt, absis semicircular, campanar d'espadanya i frontis gòtic representant un calvari.

#### Torreponsa
Masia fortificada construïda al segle xvi que dona nom a un veïnat. El cos principal és una casa de dues plantes i golfes i vessants a laterals, amb porta dovellada de mig punt i finestra central gòtica d'arc conopial amb decoració florejada i amb relleus a les impostes. Adossada a l'esquerra de la casa s'alça una torre de planta quadrada a quatre plantes, amb la galeria superior més moderna i la teulada a quatre vessants. A la segona planta hi ha una finestra renaixentista amb guardapols rematat amb petxines, però la resta de les obertures són rectangulars amb llinda monolítica.

### Mercats i fires
A Riudellots de la Selva s'hi celebra un mercat setmanal cada dilluns. També des de l'any 2014 s'hi celebra la Fira del Porc (FiPorc), fira temàtica del món de la matança del porc.També s'hi celebra la Fira d'entitats (amb la participació de les entitats del poble), les Jornades Interculturals i l'exposició de Clicks de Famobil (a càrrec de l'entitat Riudeclicks).

## Cultura i esports
El municipi gaudeix d'un bon nombre d'entitats i associacions, algunes de les quals es nombren a continuació.
- Agrupació Cultural i Esportiva Riudellots (ACER).
- Club Petanca Riudellots.
- Colla Gegantera de Riudellots.
- Agrupació Sardanista de Riudellots.
- Ateneu de la Dona de Riudellots
- Esplai La Petjada
- Comissió de Festes
- Associació de Veïns del Nucli Antic

## Entitats de població
| Entitat de població             | Habitants (2024) |
| Riudellots de la Selva          | 1.227            |
| Mas Joals                       | 167              |
| Ponent Residencial              | 154              |
| Veïnat de l'Hostalnou           | 102              |
| Can Jordi                       | 99               |
| Veïnat de Can Calderó           | 86               |
| Veïnat de l'Estació             | 71               |
| Veïnat de Can Buixó             | 69               |
| Veïnat del Regàs                | 62               |
| Veïnat de Torreponça            | 54               |
| Veïnat de la Pequenya           | 29               |
| el Polígon Industrial de Girona | 8                |
| Font: Idescat                   |                  |

## Demografia
| 1497 f | 1515 f | 1553 f | 1717 | 1787 | 1857 | 1877 | 1887 | 1900 | 1910 |
| ------ | ------ | ------ | ---- | ---- | ---- | ---- | ---- | ---- | ---- |
| 61     | 71     | 80     | 347  | 432  | 896  | 809  | 840  | 840  | 834  |

| 1920 | 1930 | 1940 | 1950 | 1960 | 1970  | 1981  | 1990  | 1992  | 1994  |
| ---- | ---- | ---- | ---- | ---- | ----- | ----- | ----- | ----- | ----- |
| 809  | 869  | 824  | 856  | 881  | 1.017 | 1.150 | 1.268 | 1.332 | 1.332 |

| 1996  | 1998  | 2000  | 2002  | 2004  | 2006  | 2008  | 2010  | 2012  | 2014  |
| ----- | ----- | ----- | ----- | ----- | ----- | ----- | ----- | ----- | ----- |
| 1.465 | 1.489 | 1.548 | 1.597 | 1.735 | 1.849 | 1.940 | 1.975 | 2.037 | 2.026 |

| 2016  | 2018  | 2020  | 2022  | 2024  | 2026 | 2028 | 2030 | 2032 | 2034 |
| ----- | ----- | ----- | ----- | ----- | ---- | ---- | ---- | ---- | ---- |
| 2.024 | 2.059 | 2.071 | 2.072 | 2.142 | -    | -    | -    | -    | -    |

## Llocs d'Interès
- Església de Sant Esteve, del segle xvi i d'estil Gòtic.
- Fundació Mona, espai de recuperació de primats.

- Camí de sant Jaume: Les rutes històriques que seguien els peregrins del Camí de Sant Jaume[9] eren molts diverses, i algunes d'aquestes passaven per Catalunya. No existien "camins de pelegrins" específics, sinó que s'utilitzaven vies existents; en aquest cas utilitzaven les restes de camins de la xarxa de vies romanes, la denominada Via Augusta. Aquesta xarxa s'havia deteriorat amb el pas dels anys i no seria fins al segle xviii, que sota el regnat de Carles III es milloraria. Tal com detalla la documentació que ens ha arribat, els peregrins sortien de Girona i marxaven direcció a Santa Eugènia de Ter, Salt, on hi ha una església dedicada a Sant Jaume, i Fornells de la Selva. Sempre seguien l'antiga Via Augusta i acabaven arribant a Barcelona passant abans per poblacions com Riudellots de la Selva, Hostalric, Sant Celoni i Granollers.
- Urbanització Can Jordi
- L'Hostal Nou

## Personatges il·lustres
- Dalmau Ciurana (1574-1637), frare dominic.
- Joan Calderó, clergue i rector de Riudellots.
- Arcadi Camps, exjugador del Girona FC i un dels màxims golejadors històrics del club.[10]
- Lluís Motjé i Costa, ornitòleg, naturalista, educador ambiental i ecologista.
- Lluís Muntada i Vendrell, escriptor.